# ديميتار برباتوف

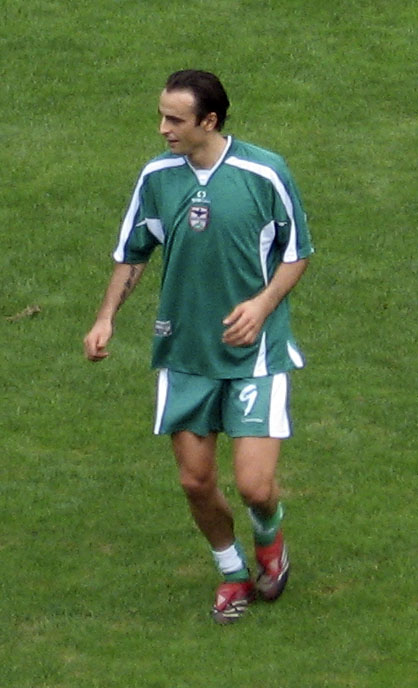
ديميتار برباتوف

ديميتار إيفانوف برباتوف (بالبلغارية: Димитър Бербатов)‏، من مواليد 30 يناير 1981 في بلاغوفغراد في بلغاريا، لاعب كرة قدم بلغاري، وهو أفضل هداف في تاريخ المنتخب البلغاري.
بدأ مسيرته الكروية مع نادي سيسكا صوفيا في عام 1999، ولعب معهم حتى عام 2001، وشارك معهم في 50 مباراة وسجل 25 هدف، وفي عام 2001 انتقل إلى نادي باير ليفركوزن الألماني، ولعب معهم حتى عام 2006، وشارك معهم في 152 مباراة وسجل 68 هدف، وفي عام 2006 انتقل إلى نادي توتنهام هوتسبر الإنجليزي، وانتقل في عام 2008 لنادي مانشستر يونايتد الإنجليزي. ويعتبر أيضاً من المهاجمين البارزين في جيله
و قد بدأ باللعب مع منتخب بلغاريا لكرة القدم في عام 1999.

## مسيرته الكروية
لعب ديميتار برباتوف خلال مسيرته الاحترافية مع 10 أندية في أربعة وعشرون موسمًا وسجل خلالها 215 هدف ضمن 509 مباراة. حيث فاز في موسم واحد بالكأس وفي موسمين بالدوري.
خاض ديميتار برباتوف مسيرته مع نادي سسكا صوفيا في موسم 1998–99 واستمر معه طيلة ثلاثة مواسم، مشاركًا في 49 مباراة سجل خلالها 26 هدفًا. ثم انتقل إلى نادي باير 04 ليفركوزن في موسم 2000–01 ليلعب معه ستة مواسم، حيث شارك في 154 مباراة سجل خلالها 69 هدفًا. لينتقل بعدها إلى نادي توتنهام هوتسبير في موسم 2006–07 واستمر معه طيلة ثلاثة مواسم، مشاركًا في 70 مباراة سجل خلالها 27 هدفًا. ثم انتقل إلى نادي مانشستر يونايتد في موسم 2008–09 ليلعب معه أربعة مواسم، مشاركًا في 108 مباراة سجل خلالها 48 هدفًا. هذا وانتقل لاحقًا إلى نادي فولهام في موسم 2012–13 ولمدة موسمين، مشاركًا في 51 مباراة سجل خلالها 19 هدفًا. ثم انتقل بعدها إلى نادي موناكو في موسم 2013–14 ولمدة موسمين، مشاركًا في 38 مباراة سجل خلالها 13 هدفًا. ليعود وينتقل من جديد، لكن هذه المرة إلى نادي باوك في موسم 2015–16 لمدة موسم واحد، مشاركًا في 14 مباراة سجل خلالها 4 أهداف. لينتقل بعدها إلى نادي كيرلا بلاستيرز في موسم 2017–18 لمدة موسم واحد، مشاركًا في 9 مباريات سجل خلالها هدفًا واحدًا.

## روابط خارجية
- ديميتار برباتوف على موقع الاتحاد الدولي (مؤرشف)  (الإنجليزية)
- ديميتار برباتوف على موقع الاتحاد الأوربي (الإنجليزية)
- ديميتار برباتوف على موقع قاعدة بيانات كرة القدم.إي يو (الإنجليزية)
- ديميتار برباتوف على موقع بيانات كرة القدم. دي إي (الألمانية)
- ديميتار برباتوف على موقع ليكيب (الفرنسية)
- ديميتار برباتوف على موقع ناشيونال فوتبول تيمز (الإنجليزية)
- ديميتار برباتوف على موقع Soccerbase.com (لاعب) (الإنجليزية)
- ديميتار برباتوف على موقع Soccerway.com (الإنجليزية)
- ديميتار برباتوف على موقع عالم كرة القدم.نت (الإنجليزية)
- ديميتار برباتوف على موقع AS.com (الإسبانية)